# Ernst Maurer (Politiker)
Ernst Maurer (* 25. Oktober 1947 Wien; † 6. September 2011) war ein österreichischer Politiker (SPÖ). Er war 1994 bis 2010 Abgeordneter zum Wiener Landtag und Gemeinderat.

## Ausbildung und Beruf
Ernst Maurer besuchte nach der Volksschule und der Unterstufe eines Realgymnasiums eine Handelsakademie. Er studierte im Anschluss an der Hochschule für Welthandel. Er war ab 1969 Angestellter der Kammer für Arbeiter und Angestellte für Wien in der Abteilung Wirtschaftspolitik. 1972 promovierte er zum Doktor der Handelswissenschaften und trug seitdem den Akademischen Grad Dkfm. Dr. Er war ab 1991 Leiter der Abteilung Kommunalpolitik in der Kammer für Arbeiter und Angestellte. Am 6. September 2011 starb er nach langer, schwerer Krankheit im 64. Lebensjahr.

## Politik
Ernst Maurer startete seine politische Karriere als Bezirksrat in Favoriten (1978–1994). 1993 bis 1994 war er zudem Bezirksvorsteher-Stellvertreter. 1994 wechselte er als Abgeordneter in den Wiener Landtag und Gemeinderat, dem er bis 2010 angehörte.